# 奋斗吧，少年！
《奮鬥吧，少年！》（英語：Prince of Tennis），原名《网球少年》，2019年中國偶像劇。本劇改編自日本漫畫家許斐剛所著的漫畫《網球王子》，由彭昱暢、董力、張逸杰、謝彬彬、朱致靈、宋伊人領銜主演，湖南衛視於2019年7月22日首播。

## 播出時間
| 頻道     | 所在地 | 播出日期      | 播出時間                                      | 備註 |
| -------- | ------ | ------------- | --------------------------------------------- | ---- |
| 湖南衛視 | 中国   | 2019年7月22日 | 星期一至三 22:00－23:50（两集连播）           |      |
| 芒果TV   | 中国   | 2019年7月22日 | VIP星期一至三23:00同步更新 非VIP次日23:00轉免 |      |

## 故事簡介
故事以李娜退役後在國家體育事業發展的感召下，投身青少年教育事業為引子，各地中學生網球聯赛如火如荼展開。
其中，育青中學網球社履創佳績，培養了一大批優秀的網球人才。然而在本次全國大賽中，育青中學卻面臨無法打進全國大賽的危機。
路夏作為轉學生加入育青中學網球社，擁有出類拔萃實力的他一心要成為最強網球選手。沒想到加入育青網球社之後，路夏卻遇到了各種網球高手，見識了更多的可能性。
在大家的幫助下，路夏體會到了競技體育真正的樂趣。
在征戰全國大賽的過程中他感受到團隊生活的快樂，並從集體中得到力量，帶領球隊朝著既定的目標，突破自己，奮勇向前。

## 演員列表

### 主要角色
| 演員                | 角色   | 原設定名 | 原作角色   | 介紹 |
| 彭昱暢              | 路夏   | 龍馬     | 越前龍馬   | 本作第一男主角。 高一，育青中學網球社近年來的第一位高一主力球員。 口頭禪為「還差得遠呢！」。眼神尖銳，喜怒不形於色，外表態度倨傲，但胸中卻隱藏著熾熱的鬥志與上進心。球感一流，同時也有與年齡不符的超強球技。 出生於美國，從小就在美國打網球在美國青少年大賽取得四連勝。 屬全能應變型網球選手，左手為慣用手。非常不擅長於雙打。 父親為路向前，曾為網球界好手。母親為祝美倫。 與原作的有異的個人資訊為今年16歲，身高168公分。 |
| 陳雪濤 （幼年）     | 路夏   | 龍馬     | 越前龍馬   | 本作第一男主角。 高一，育青中學網球社近年來的第一位高一主力球員。 口頭禪為「還差得遠呢！」。眼神尖銳，喜怒不形於色，外表態度倨傲，但胸中卻隱藏著熾熱的鬥志與上進心。球感一流，同時也有與年齡不符的超強球技。 出生於美國，從小就在美國打網球在美國青少年大賽取得四連勝。 屬全能應變型網球選手，左手為慣用手。非常不擅長於雙打。 父親為路向前，曾為網球界好手。母親為祝美倫。 與原作的有異的個人資訊為今年16歲，身高168公分。 |
| 董力                | 喬晨   | 陶誠     | 桃城武     | 本作第二男主角。 高二，育青中學網球社主力球員。 性格正直、單純、重情義的網球男兒，而且直爽開朗、親和力強富有男子氣概，只是有時過於孩子氣。跟路夏關係良好，兩人個性也合拍。跟路夏的父親——路向前一樣，同為華晨宇的歌迷。 是力量型的網球選手。 跟玉峰中學的徐杏子是初中同學，喜歡徐杏子。 |
| 張逸杰              | 卓治   | 周助     | 不二周助   | 高三，育青中學網球社主力球員。 平時給人形象都是笑眯眯的，且讓人摸不透心思。生性隨和、為人低調，是位深藏不露的優等生。少數喝了嚴汁還能安然無恙的男人，甚至還覺得美味。 球技華麗、多樣的天才型選手。總是能若無其事又輕鬆地使出各種華麗的球技，同時也享受著對手帶來的挑戰。 與就讀於國子中學的卓宇是親兄弟。 |
| 董李無懮 （幼年）   | 卓治   | 周助     | 不二周助   | 高三，育青中學網球社主力球員。 平時給人形象都是笑眯眯的，且讓人摸不透心思。生性隨和、為人低調，是位深藏不露的優等生。少數喝了嚴汁還能安然無恙的男人，甚至還覺得美味。 球技華麗、多樣的天才型選手。總是能若無其事又輕鬆地使出各種華麗的球技，同時也享受著對手帶來的挑戰。 與就讀於國子中學的卓宇是親兄弟。 |
| 謝彬彬              | 穆司陽 | 寇國光   | 手塚國光   | 高三，育青中學網球社社長兼主力球員。 育青網球社的精神核心。平時給人形象都是冷靜、不苟言笑，也是克己自律的嚴苛派，且富有強烈的責任感，對於任何事情都是全力以赴地應對。 網球實力備受矚目，幾乎從未敗戰過。 |
| 朱致靈              | 池大勇 | 石大勇   | 大石秀一郎 | 高三，育青中學網球社主力球員，與唐佳樂並為育青中學黃金搭檔。 個性沉穩、內斂，也非常的細心、體貼，讓人值得信賴。平常都非常用心地照顧社團裡的每一位社員，也會為了隊內的球員們操心。跟司陽情誼深厚。 |
| 宋伊人 （特別演出） | 齊瑛   | 齊櫻     | 龍崎櫻乃   | 本作第一女主角。 高一，育青中學網球社教練齊娜的姪女，育青中學網球社的啦啦隊副隊長，同時也是路夏的同班同學，是班上出名的學霸。 個性溫柔、靦腆、容易害羞，但內心非常的堅強。是個路癡，且常常會糊里糊塗的。會為了朋友的事情挺身而出，是個重情義的女孩。 暗戀路夏，因為他而開始去接觸網球。 |

### 育青中學
- 原型為原作中的青春學園。

| 演員          | 角色         | 原設定名 | 原作角色         | 介紹 |
| 徐可          | 唐佳樂       | 王英爾   | 菊丸英二         | 高三，育青中學網球社主力球員，與池大勇並為育青中學黃金搭檔。 性格活潑開朗、親切、天真爛漫，非常可愛，所以深受大家喜愛。但有時也有任性、讓人頭疼的一面。 臉上的OK繃是一大特徵，喜歡把拉鍊拉到外套頂端。 身體非常靈活、柔軟，球技變幻莫測，讓人難以捉摸。                                                                                      |
| 吳旭東        | 張百揚       | 張海堂   | 海堂薰           | 高二，育青中學網球社主力球員。 外冷內熱。不擅長交際，所以話不多，有點衝動，再加上眼神銳利、表情兇狠，所以常被人誤會，其實是個相當有禮又具有正義感且非常關心朋友的男孩。對喬晨非常容易動怒。 注重禮節、愛乾淨、喜歡小動物，但意外的怕鬼。在網球訓練上非常的認真自主、刻苦耐勞。 耐力型的網球選手，擁有超群的體力、毅力。                      |
| 李鶴          | 嚴智明       | 錢世民   | 乾貞治           | 高三，育青中學網球社主力球員。 個性沉著、冷靜，且一絲不苟。是個非常努力的球員，信奉科學訓練，總是不停地觀察、搜集資料。私底下也很關愛後輩。喜歡製作蔬菜汁「嚴汁」，對其原料篩選都極為要求，飲用的效果都極為驚人，因此許多人非常害怕嚴汁的存在。 數據型的網球選手，藉由手邊的龐大數據、情報，加上自己非凡的分析、判斷能力，來尋求獲勝之道。   |
| 王毅 （幼年） | 嚴智明       | 錢世民   | 乾貞治           | 高三，育青中學網球社主力球員。 個性沉著、冷靜，且一絲不苟。是個非常努力的球員，信奉科學訓練，總是不停地觀察、搜集資料。私底下也很關愛後輩。喜歡製作蔬菜汁「嚴汁」，對其原料篩選都極為要求，飲用的效果都極為驚人，因此許多人非常害怕嚴汁的存在。 數據型的網球選手，藉由手邊的龐大數據、情報，加上自己非凡的分析、判斷能力，來尋求獲勝之道。   |
| 樊霖鋒        | 賀興隆       | 何興隆   | 河村隆           | 高三，育青中學網球社主力球員。 平時是個老實人，性格溫和沉重，很替朋友著想且非常孝順。但只要一握到網球拍，就會立刻性情大變，轉變成熱血男兒。 力量型的網球選手，力道之大，其球威爆發力極強。 |
| 何佳怡        | 齊娜         | 不適用   | 龍崎堇           | 育青中學網球社的教練，也是齊瑛的姑姑。 前一年的時間都不在網球社，跑去國外進修。 平時性格有些嚴厲，但也有和善的一面。對於自己的學生，無論是技術、身體、心理、精神層面都能掌握並且加以訓練，甚至開發潛能，最注重選手的自主性，可說是撐起育青網球社的大支柱。                                                                                   |
| 李俊濠        | 穆偉倫／阿穆 | 不適用   | 堀尾聰史         | 高一，育青中學網球社的社員。 喜歡跟著路夏。性格溫暖，但有些懦弱、自大，會炫耀自己有兩年的網球經歷，但其實力仍有很大的進步空間。 父親為網球教練。 有時候，與黃靖、修文三人組在劇中的表現，與原作中的堀尾、加藤、水野有相同成效。 |
| 余凱寧        | 黃靖         | 黃靖     | 荒井將史、佐佐部 | 高二，二年七班，育青中學網球社的社員。 一開始非常討厭路夏，甚至在其對決中因為不服輸而搞小動作，遭到齊娜的批評，但因為不知道齊娜的身份，而回嘴「大媽」。個性有些自大驕傲、不服輸、愛逞強，愛戲弄後輩，容易逞一時口舌之快。但其實本性良善，是極具有正義感的人。 有時候，與阿穆、修文三人組在劇中的表現，與原作中的堀尾、加藤、水野有相同成效。 |
| 張珂源        | 馬修文       | 不適用   | 不適用           | 高二，二年七班，育青中學網球社的社員。 黃靖的同班同學兼小跟班。性格憨厚、老實，也很糊塗。 有時候，與阿穆、黃靖三人組在劇中的表現，與原作中的堀尾、加藤、水野有相同成效。 |
| 盧佳          | 彭湘         | 彭湘     | 小坂田朋香       | 高一，育青中學網球社的啦啦隊隊長。 齊瑛的好朋友。個性開朗、大方、不拘小節又很體貼，只是偶爾會有些衝動。對認定的事情會非常的執著且很有行動力。非常愛家。 |

### 玉峰中學
- 原型為原作中的不動峰中學。

| 演員   | 角色     | 原作角色 | 介紹                                                                |
| 陳尚澤 | 徐子平   | 橘桔平   | 高三，玉峰中學網球社隊長。妹妹為徐杏子。                            |
| 孫佳雨 | 徐杏子   | 橘杏     | 高二，玉峰中學網球社隊長徐子平的妹妹。 跟育青中學的喬晨是初中同學。 |
| 孔垂楠 | 司馬亦武 | 伊武深司 | 高二，玉峰中學網球社隊員。                                          |
| 劉承林 | 申偉明   | 神尾明   | 高二，玉峰中學網球社隊員。                                          |
| 楊辰一 | 施鐵男   | 石田鐵   | 高二，玉峰中學網球社隊員。                                          |
| 明鵬   | 韋克非   | 內村京介 | 高二，玉峰中學網球社隊員。                                          |
| 王永峰 | 燕江     | 櫻井雅也 | 高二，玉峰中學網球社隊員。                                          |
| 谷雨   | 陳德森   | 森辰德   | 高二，玉峰中學網球社隊員。                                          |

### 星曜中學
- 原型為原作中的冰帝學園。

| 演員   | 角色   | 原作角色 | 介紹                       |
| 任言愷 | 紀景梧 | 跡部景吾 | 高三，星耀中學網球社隊長。 |
| 于安   | 華崇宏 | 樺地崇弘 | 高二，星耀中學網球社社員。 |
| 范曉東 | 游士星 | 忍足侑士 | 高三，星耀中學網球社社員。 |
| 高昕   | 岳陽   | 向日岳人 | 高三，星耀中學網球社社員。 |
| 楊澤   | 胡亮亮 | 冥戶亮   | 高三，星耀中學網球社社員。 |
| 金中西 | 馮志遠 | 鳳長太郎 | 高二，星耀中學網球社社員。 |
| 蔣欣奇 | 吉諾   | 日吉若   | 高二，星耀中學網球社社員。 |
| 師子尋 | 宋慈   | 芥川慈郎 | 高三，星耀中學網球社社員。 |

### 其他學校選手
| 演員            | 角色   | 原作角色 | 介紹                                                                         |
| 藍博            | 關岳   | 觀月初   | 高三，國子中學網球社隊員兼教練，是一位性格冷靜沉穩，智商過人的完美主義。     |
| 趙子麒          | 卓宇   | 不二裕太 | 高二，國子中學網球社球員，卓治的弟弟。                                       |
| 麥麥 （幼年）   | 卓宇   | 不二裕太 | 高二，國子中學網球社球員，卓治的弟弟。                                       |
| 王益博          | 柳濂   | 柳蓮二   | 海廣中學網球社球員，也是嚴智明的好朋友。                                     |
| 劉世杰 （幼年） | 柳濂   | 柳蓮二   | 海廣中學網球社球員，也是嚴智明的好朋友。                                     |
| 申琦            | 袁馳   | 切原赤也 | 高一，海廣中學網球社社員，曾因坐車坐過站到了育青並出言挑釁，引發了一場混亂。 |
| 金澔辰          | 鍾步川 | 布川公義 | 育航中學網球社社員，跟吳泉是雙打組合。                                       |
| 張航            | 吳泉   | 泉智也   | 育航中學網球社社員，與鍾步川是雙打組合。                                     |

### 其他相關角色
| 演員              | 角色         | 原作角色       | 介紹 |
| 吳其江            | 路向前       | 越前南次郎     | 育青中學網球社OB。 路夏的父親，妻子為祝美倫。曾為網球界好手，網球實力非常堅強。 喜歡做料理，但大多都難以下嚥。 跟喬晨一樣，同為華晨宇的歌迷。 |
| 吳其江            | 路向前的父親 | 不適用         | 路夏的爺爺。 據路向前所述，他反對兒子打網球。 |
| 劉泳希            | 小莎／沙莎   | 芝砂織         | 網球月刊記者。 元氣滿滿的熱情小記者，雖然做事有時馬虎，但盡心盡力，而且是個能力強、眼界高、對自己很有要求的體育記者。情緒容易受到感染，又是個路見不平、拔刀相助的性情中人，陪伴育青的球員們共同努力、一起成長，在用自己的方式助大家一臂之力的同時，也實現了自己的職業理想。 |
| 靳遼              | 阿穆的父親   | 加藤勝郎的父親 | 阿穆的父親，開了一家網球練習場，是名網球教練。 |
| 劉亞鵬            | 黃總         | 佐佐部的父親   | 阿穆的父親的網球練習場常客，自稱以前曾是準職業選手，老是無理取鬧、態度高傲。 |
| 李娜 （特別出演） | 書店老闆     | 不適用         | 路夏經過的一家書店，店裡的老闆。 |
| 姜山 （特別出演） | 修球拍師傅   | 張辰師傅       | |
| 不適用            | 祝美倫       | 越前倫子       | 路夏的母親，路向前的妻子。 從嚴智明的情報中得知其名。 |

## 電視原聲帶
| 曲序 | 曲目                 |               | 作曲            | 演唱                                                             |
| ---- | -------------------- | ------------- | --------------- | ---------------------------------------------------------------- |
| 1.   | 正少年（片頭曲）     | 一諾、張廖    | 甄洋            | 彭昱暢、董力、張逸傑、謝彬彬、朱致靈、徐可、吳旭東、李鶴、樊霖鋒 |
| 2.   | 正少年（推廣曲）     | 一諾、張廖    | 甄洋            | 魏巡                                                             |
| 3.   | 青春大滿貫（片尾曲） | 林喬、劉恩汛  | 陳雪燃          | 胡夏                                                             |
| 4.   | light up             | 一諾          | 大主宰樂隊/小雄 | 劉人語                                                           |
| 5.   | 尋找                 | 楊曉磊、Blues | 大主宰樂隊/小雄 | 王櫟鑫                                                           |
| 6.   | 青空之下             | 一諾          | 大主宰樂隊/小雄 |                                                                  |
| 7.   | 走在你身旁           | 一諾          | 李佳馨          | 圈9                                                              |

## 收視率
| 中国 湖南卫视 首播收视率 |               |        |          |        |           |           |           |           |           |           |                                                            |
| 集數                     | 播出日期      | CSM59  | CSM59    | CSM59  | CSM全国网 | CSM全国网 | CSM全国网 | CSM16省网 | CSM16省网 | CSM16省网 | 備註                                                       |
| 集數                     | 播出日期      | 收視率 | 收視份額 | 排名   | 收視率    | 收視份額  | 排名      | 收視率    | 收視份額  | 排名      | 備註                                                       |
| 不適用                   | 2019年7月21日 | 不適用 | 不適用   | 不適用 | 不適用    | 不適用    | 不適用    | 不適用    | 不適用    | 不適用    | CCTV-8《花开时节》完結，《在桃花盛開的地方》同日開播       |
| 1-2                      | 2019年7月22日 | 1.034  | 8.167    | 4      | 0.57      | 5.63      | 6         | 0.569     | 5.569     | 4         | [ 4 ]                                                      |
| 3-4                      | 2019年7月23日 | 1.076  | 7.802    | 4      | 0.61      | 5.66      | 6         | 0.645     | 5.857     | 4         | 江蘇周播劇場恢復，《那刻的怦然心動》開播                   |
| 5-6                      | 2019年7月24日 | 1.085  | 8.39     | 5      | 0.64      | 6.41      | 6         | 暫缺      | 暫缺      | 暫缺      |                                                            |
| 7-8                      | 2019年7月29日 | 1.14   | 8.421    | 2      | 0.65      | 6.14      | 6         | 暫缺      | 暫缺      | 暫缺      |                                                            |
| 9-10                     | 2019年7月30日 | 1.019  | 7.802    | 5      | 0.56      | 5.35      | 6         | 暫缺      | 暫缺      | 暫缺      |                                                            |
| 11-12                    | 2019年7月31日 | 0.985  | 9.126    | 5      | 0.45      | 5.59      | 9         | 暫缺      | 暫缺      | 暫缺      | 59城數據缺海口 CCTV-8《在桃花盛開的地方》完結              |
| 不適用                   | 2019年8月1日  | 不適用 | 不適用   | 不適用 | 不適用    | 不適用    | 不適用    | 不適用    | 不適用    | 不適用    | CCTV-8《蘭桐花開》開播                                     |
| 13-14                    | 2019年8月5日  | 1.083  | 8.692    | 3      | 0.5       | 4.96      | 5         | 暫缺      | 暫缺      | 暫缺      |                                                            |
| 15-16                    | 2019年8月6日  | 1.149  | 7.957    | 3      | 0.49      | 5.47      | 6         | 0.443     | 4.857     | 6         |                                                            |
| 17-18                    | 2019年8月7日  | 1.097  | 8.547    | 5      | 0.54      | 5.53      | 5         | 0.474     | 4.795     | 4         |                                                            |
| 19-20                    | 2019年8月12日 | 1.069  | 8.481    | 6      | 0.52      | 5.3       | 7         | 暫缺      | 暫缺      | 暫缺      |                                                            |
| 21-22                    | 2019年8月13日 | 0.998  | 7.597    | 7      | 0.48      | 4.62      | 7         | 暫缺      | 暫缺      | 暫缺      |                                                            |
| 23-24                    | 2019年8月14日 | 0.94   | 7.97     | 6      | 0.45      | 4.98      | 7         | 暫缺      | 暫缺      | 暫缺      |                                                            |
| 不適用                   | 2019年8月15日 | 不適用 | 不適用   | 不適用 | 不適用    | 不適用    | 不適用    | 不適用    | 不適用    | 不適用    | CCTV-8《蘭桐花開》完結，《戰地迷情》同日開播               |
| 25-26                    | 2019年8月19日 | 1.129  | 9.98     | 4      | 0.49      | 5.83      | 7         | 0.543     | 6.316     | 5         |                                                            |
| 27-28                    | 2019年8月20日 | 1.267  | 10.751   | 5      | 0.51      | 5.51      | 6         | 0.593     | 6.49      | 4         | [ 6 ]                                                      |
| 29-30                    | 2019年8月21日 | 1.168  | 9.98     | 4      | 0.49      | 5.48      | 7         | 0.509     | 5.604     | 5         |                                                            |
| 31-32                    | 2019年8月26日 | 1.231  | 9.399    | 2      | 0.55      | 6.86      | 7         | 0.623     | 7.738     | 4         |                                                            |
| 33-34                    | 2019年8月27日 | 1.138  | 9.41     | 3      | 0.58      | 6.41      | 6         | 0.659     | 6.888     | 5         |                                                            |
| 35-36                    | 2019年8月28日 | 1.151  | 10.37    | 3      | 0.5       | 6.07      | 7         | 0.595     | 7.203     | 4         |                                                            |
| 不適用                   | 2019年8月29日 | 不適用 | 不適用   | 不適用 | 不適用    | 不適用    | 不適用    | 不適用    | 不適用    | 不適用    | CCTV-8《戰地迷情》完結，《最美的安排》同日開播             |
| 37-38                    | 2019年9月2日  | 1.128  | 7.934    | 3      | 0.31      | 3.93      | 11        | 0.345     | 4.297     | 6         | 浙江《九州缥缈录》完結，同時段改為重播當日中國藍劇場電視劇 |
| 39-40                    | 2019年9月3日  | 0.947  | 9.058    | 6      | 0.31      | 4.06      | 10        | 0.344     | 4.477     | 6         |                                                            |
| 41-42                    | 2019年9月4日  | 0.939  | 8.709    | 5      | 0.35      | 4.33      | 9         | 0.373     | 4.558     | 6         | 江蘇《那刻的怦然心動》完結                                 |
| 平均收視                 | 平均收視      |        |          | 不適用 |           |           | 不適用    |           |           | 不適用    |                                                            |

1. 同时段或交叉时段主要节目：
  - CCTV-8：《在桃花盛開的地方》／《蘭桐花開》／《戰地迷情》／《最美的安排》
  - 浙江：《九州缥缈录》
  - 江蘇：《那刻的怦然心動》
2. 数据由广视索福瑞提供，调查范围为四岁以上之观众。
3. 以上收视排名包括央视在内。CSM16省网排名不含央视
4. 收視最低的集數以藍色表示，收視最高的集數以紅色表示
5. 资料来源：卫视这些事儿、TV未知数、数据狮、卫视走光了

## 外部連結
- 奋斗吧，少年！的新浪微博
- 在Netflix上觀看《奋斗吧，少年！》

| 中国 湖南衛視 青春進行時（如當日《新聞聯播》延時順延播出） · 8月12日 22:10－23:50 · 8月19日至21日 22:20－24:00 | 中国 湖南衛視 青春進行時（如當日《新聞聯播》延時順延播出） · 8月12日 22:10－23:50 · 8月19日至21日 22:20－24:00 | 中国 湖南衛視 青春進行時（如當日《新聞聯播》延時順延播出） · 8月12日 22:10－23:50 · 8月19日至21日 22:20－24:00 |
| --- | --- | --- |
| | 奮鬥吧，少年！ （2019年7月22日－2019年9月4日）                                                                 | |
| 大宋少年志 （2019年6月3日－2019年7月17日）                                                                     | 你是我的答案 （2019年9月9日－2019年10月22日）                                                                  | |